# Милош Ђуран
Милош Ђуран (Казанци, 24. јул 1952) српски је универзитетски професор, хемичар и академик. Ђуран је дописни члан САНУ и редовни професор Природно-математичког факултета Универзитета у Крагујевцу.

## Биографија
Милош Ђуран је рођен 24. јула 1952. године у Казанцима код Босанског Грахова (данашња Босна и Херцеговина). Основну школу је завршио 1967. године у Челебићу код Ливна, а гимназију 1971. године у Босанском Грахову. Основне (1976) и последипломске (1981) студије хемије завршио је на Природно-математичком факултету Универзитета у Београду, а докторску дисертацију под насловом „Циркуларни дихроизам родијум(III) комплекса edta-типа“ одбранио је 1985. године на Природно-математичком факултету Универзитета у Крагујевцу. 516901013

## Усавршавање
У току 1978. године, у оквиру израде магистарске тезе, провео је шест месеци на Хемијском факултету „Адам Мицкијевич“ Универзитета у Познању (Пољска), где је на Катедри за синтетичку органску хемију радио на синтези различитих аминополикарбоксилатних једињења као лиганада за комплексирање јона прелазних метала. У периоду од 1989–1990. године провео је десет месеци на последокторском усавршавању из области бионеорганске и медицинске неорганске хемије у Институту за хемију Универзитета у Лајдену (Холандија). Након тога, у периоду од 1992–1994. године, провео је две године као научни сарадник на Биркбек колеџу Универзитета у Лондону. У току боравка на овом универзитету бавио се истраживањем у области примене комплекса метала у медицини као антитуморских агенаса.

## Каријера
Запослио се 1976. године као асистент на Природно-математичком факултету Универзитета у Крагујевцу. За наставника у звању доцента, из уже научне области Неорганска хемија, на Природно-математичком факултету Универзитета у Крагујевцу, изабран је октобра 1985. године. У звање ванредног професора изабран је 1995. године, а од 2001. године је у звању редовног професора. Од октобра 2017. године је у пензији. Руководио је израдом осам докторских дисертација, пет магистарских теза и већег броја дипломских и мастер радова.
На Природно-математичком факултету и Универзитету у Крагујевцу обављао је различите дужности. Био је управник Института за хемију (1987–1989), продекан за финансије (1998–2001), проректор за наставу (април–новембар 2001) и ректор (2004–2009).

### Истраживачки рад
Ђуран се бави истраживањем у области бионеорганске и медицинске неорганске хемије. Овом врстом истраживања почео се бавити међу првима у нашој земљи (крајем 80-тих година прошлог века) и до сада је дао значајан допринос развоју ових области код нас. Поред тога, научни допринос и резултати које је до сада постигао у оквиру бионеорганске и медицинске неорганске хемије су веома препознати у ширим научним круговима ван наше земље.

### Научни рад
До сада је објавио преко 100 научних радова у међународним часописима са импакт фактором (IF). Од укупног броја објављених радова, 82 научна рада су из области бионеорганске и медицинске неорганске хемије, од којих су три рада монографског карактера објављена у познатим међународним часописима Dalton Transactions (Royal Society of Chemistry) и Current Protein & Peptide Science (Bentham Science Publishers). Поред тога, аутор је 15 радова у часописима националног значаја, три уџбеника на српском језику чији је издавач Природно-математички факултет у Крагујевцу и једне монографије националног значаја. Професор Ђуран има веома успешну сарадњу са великим бројем научника из наше земље и иностранства.
Ђуран је заједно са сарадницима до сада излагао преко 200 радова на научним конференцијама у земљи и иностранству.
Према индексној бази Scopus за септембар 2018. године, укупна цитираност научних радова професора Ђурана је 1891, h индекс је 23 (без аутоцитата је 1517, h индекс је 18). Према бази Google Scholar укупна цитираност је 2154, h индекс је 24.
У периоду од 1994. до 1996. године био је члан уређивачког одбора за међународни часопис Metal-Based Drugs (1994–1996). Од 2009. године члан је уређивачког одбора и подручни уредник за Неорганску хемију за часопис Српско хемијско друштво Journal of the Serbian Chemical Society. Поред тога, члан је уређивачког одбора националних часописа Kragujevac Journal of Science (Природно-математички факултет у Крагујевцу) и The University Thought-Publication in Natural Sciences (Природно-математички факултет у Кос. Митровици. Рецензент је научних радова у најпознатијим међународним часописима.
У септембру 2014. године изабран је за члана међународног борда за хемију и биологију земаља централне Европе (Member of the International Board of the Chemistry towards Biology Conference Series). У периоду од 2009. до 2015. године био је члан Националног савета за науку и технолошки развој Републике Србије. Од 2017. године члан је Матичног научног одбора за хемију Министарства просвете, науке и технолошког развоја.

## Пројекти
Руководио је израдом два национална и два међународног пројекта.
- Пројекат Министарства просвете, науке и технолошког развоја Републике Србије. “Синтеза нових комплекса метала и испитивање њихових реакција са пептидима“, 2011-2016 (Пројекат Бр.: 172036).
- SCOPES 2016-2018. “Биомедицински аспект супрамолекулске хемије у настави и истраживању у региону Балкана” (Институт за хемију, Универзитет у Фрибургу, Швајцарска; Институт за хемију, Универзитет у Крагујевцу, Србија и Институт за органску хемију са центром за фитохемију, Бугарска академија наука, Софија, Бугарска).
- Билатерални пројекат 2016-2017. „Нови комплекси платинске групе метала као потенцијални агенси за биомедицинску примену” (Природно-математички факултет, универзитет у Крагујевцу и Факултет за хемију и хемијску технологију, Универзитет у Љубљани, Словенија).

## Признања
У знак признања и захвалности за укупан допринос раду Српског хемијског друштва изабран је за заслужног члана Друштва и добитник је медаље Српског хемијског друштва за трајан и изванредан допринос развоју хемије.
За дописног члана Српске академије наука и уметности је изабран 5. новембра 2015. године.

## Награде
- Теслинa наградa за врхунска инжењерска достигнућа[1],
- Наградa Привредне коморе Београда[1],
- придружени професор Northеastern универзитета у Бостону (2003)[1].

### Селективна библиографија[5]
- РАЈКОВИЋ, Снежана, ЂУРАН, Милош И.. Практикум из неорганске хемије. Крагујевац: Природно-математички факултет, 186 стр., илустр. 2013.  978-86-6009-022-7.  199520012
- ЂУРЂЕВИЋ, Предраг, ЂУРАН, Милош. Општа и неорганска хемија : са применама у биологији и медицини. 2. изд. Крагујевац: Природно-математички факултет, 455 стр., илустр. 1997.  86-81829-27 неважећи . 1024006632
- ЂУРЂЕВИЋ, Предраг, ЂУРАН, Милош, ОБРАДОВИЋ, Мирјана. Општа и неорганска хемија : са применама и биологији и медицини. Крагујевац: Природно-математички факултет, 1997. 503 стр., илустр.  56198668
- ЂУРАН, Милош И.. Примена комплексних једињења у медицини : монографија. Крагујевац: Природно-математички факултет, 90 стр., граф. прикази.2000.  978-86-81829-39-4.  167312647